# Orotelli
Orotelli är en ort och kommun i provinsen Nuoro i regionen Sardinien i Italien. Kommunen hade 2 017 invånare (2017).